# Sassia lewisi
Sassia lewisi là một loài ốc biển săn mồi, là động vật thân mềm chân bụng sống ở biển trong họ Ranellidae, họ ốc tù và.

## Miêu tả
Chiều dài tối đa của vỏ ốc được ghi nhận là 27.9 mm.

## Môi trường sống
Độ sâu tối thiểu được ghi nhận là 80 m. Độ sâu tối đa được ghi nhận là 140 m.